# Теория коллективных репутаций
Теория коллективных репутаций развита нобелевским лауреатом по экономике Жаном Тиролем, который первым формализовал аналитическую модель коллективной репутации в контексте большой организации. В модели Тироля репутация группы представляет собой совокупность репутаций отдельных членов группы. В этой модели, как и в моделях со статистической дискриминацией, существуют различные равновесия (например с высокой коррупцией и с низкой коррупцией). Коллективная репутация предстаёт как социальный объект, порождаемый комплексными коммуникационными взаимодействиями. Теория учитывает асимметрию получаемой агентами информации, математически описывая такие явления как коррупция, честное поведение при неполной информированности о поведении участников данной конкретной группы.

### Обобщения из математической модели Теории коллективных репутаций
Коллективная репутация по Тиролю предстает суперпозицией репутаций членов группы. Математическая модель отражает люфт в изменении репутации — «сыны отвечают за грехи отцов», память о дурных фактах живёт дольше чем о позитивных. Для небольших организаций ситуация поправима за меньший срок. В особых случаях проще осуществить «ребрендинг».
Коллективная репутация позитивная, если репутация участников группы положительна, но индивидуальное прошлое не прослеживается полностью, в отличие от коллективной истории. Поведение новых участников группы будет оцениваться и определяться прошлым группового поведения.
В феврале 2009 Джонатан Левин представил стохастическую версию теории коллективной репутации.

### Коллективный бренд
Коллективная репутация может быть у бренда, под которым выпускают продукцию несколько фирм, у отдельных регионов (например Bordeaux или Champagne) или даже стран («немецкое качество», «швейцарская надёжность»). Когда фирмы решают инвестировать в качество товара, то эти инвестиции не видны текущим клиентам и отдача от них будет получена лишь в будущем. На первый взгляд коллективный бренд кажется плохой идеей, так как инвестиции в качество товаров имеют более слабый эффект на репутацию бренда. Если бренд очень успешен в результате предыдущих инвестиций в качество, то фирме не так выгодно инвестировать в качество сейчас, так как прирост репутации на вложенные средства будет невысок. Аналогично, если у бренда плохая репутация как результат отсутствия инвестиций в прошлом, то прирост репутации на вложенные в настоящий момент средства также будет невысок. Коллективные бренды смягчают эти последствия.